# 講談社ラノベ文庫
講談社ラノベ文庫（こうだんしゃラノベぶんこ、KODANSHA LIGHTNOVEL）は、講談社が発行・発売する日本の文庫本・講談社文庫の少年向けライトノベル（ラノベ）専門サブレーベル。2011年12月2日創刊。

## 概要
2010年10月に講談社ラノベ文庫新人賞の募集を開始すると共にティーザーサイトが開設され、2011年9月に12月2日付でのレーベル創刊が正式に発表された。マスコットキャラクターは藤島康介デザインの「ラノベちゃん」。キャッチコピーは「ラノベ、はじめました。」で、小学館が2007年に創刊したガガガ文庫がスーパークエスト文庫（1992年 - 2001年）以来の再参入であるのに対して、講談社は完全な「新規参入」であることを強調したものになっている。
レーベル創刊時の文庫編集長へのインタビュー記事では「ライトノベルが隆盛を極めている現在、講談社としてもこの流れに参加しなくては、という考えからレーベル立ち上げとなった。ライトノベルはメディアミックスの素材として優れた面が多い。特に漫画化についてはレーベルの刊行作品すべてを行うぐらいのつもりでいたい。ラノベ文庫編集部が（文芸局でなく『週刊少年マガジン』など漫画を担当する）第三編集局に置かれているのは、メディアミックスを念頭に置いたところもある。」との趣旨で、立ち上げの経緯が語られている。またレーベル創設1周年時にスタートした編集部公式ブログでは「正統派ライトノベルをベースに、読者に愛される“キャラクター”を生み出し、“キャラクターにファンが惹きつけられる”作品がコンセプト。」（同ブログプロフィール欄記述より引用）としている。
外部からの評価としては、レーベル創刊後1年が経過した2012年12月の時点で「箱入りの装丁など一線を画す講談社BOXとは異なり、一般的なライトノベルレーベルのイメージを踏襲している。作品のラインナップもベテラン作家・新人賞受賞作・ノベライズとバランスがとれている。新人賞を2本走らせるなど新人発掘にも積極的」との趣旨で評したものがある。
各月の新刊の発売日（刊行日）は毎月2日としている。月によっては発売日を早めることがあり、その場合は発売日が前月にずれ込むことがある。例としては2012年1月期新刊は2011年12月28日発売であった。また当初より他の同月刊行作品とは別の発売日を設定した作品もあり、予定の発売日から1週間遅れての発売となった作品もある。
2012年8月31日の2012年9月刊行作品リリース以降においては、前述の講談社ラノベ文庫新人賞での受賞作品の刊行レーベルであると共に、同じく新設された講談社ラノベチャレンジカップの受賞作の刊行レーベルとしての側面も持つようになっている。
兄弟レーベルとして、Kラノベブックスが2017年6月2日に創刊されている。これまでもWEBで連載されている人気作品の書籍化は行っていたが、Kラノベブックスはその専門レーベルである。

## メディア展開
2014年4月現在において、当レーベルオリジナル作品のうち6作品が講談社の各コミック誌において漫画化され、ジャンプスクエア（集英社）でも1作品が漫画化されている。また、『アウトブレイク・カンパニー 萌える侵略者』『彼女がフラグをおられたら』『銃皇無尽のファフニール』『クロックワーク・プラネット』『異世界魔王と召喚少女の奴隷魔術』の5タイトルがテレビアニメ化され、『日本子・チャチャチャ』の1タイトルがラジオCD化されている。その他にも文庫収録作品のプロモーション映像や音声ドラマが作成され、公式サイト他で公開されている。
文庫収録作品の日本国外での展開としては、2012年12月現在、尖端出版（台湾）から4作品、東立出版社（台湾）から5作品がそれぞれ翻訳され出版されている。
2013年12月には講談社ラノベ文庫がスポンサーとなっているラジオ番組、講談社ラノベ文庫Presents Webラジオ『喜多村英梨の英立魔法学園』の放送が発表された。番組のパーソナリティは喜多村英梨。2014年1月9日（木）24:30〜より文化放送 超A&G+にて放送されている。

## 新人賞
講談社ラノベ文庫では新人賞として講談社ラノベ文庫新人賞を運営しており、受賞作は基本的に同文庫にて刊行されることとなる。
講談社ラノベ文庫新人賞は、講談社ラノベ文庫の創刊に先立ち2010年10月より作品募集が開始された。2011年9月に第1回受賞作を発表、2011年12月2日の講談社ラノベ文庫創刊と同時に大賞受賞作『魔法使いなら味噌を喰え!』が刊行されている。
かつては講談社ラノベ文庫新人賞と並行して、講談社ラノベチャレンジカップも2018年まで運営していた。講談社ラノベチャレンジカップは第3回から募集作品の枚数制限が廃止され、上限なしとなっていた。

## 作品一覧
- 緑は小説化（非オリジナル）作品。
- 備考欄「新人賞」は「講談社ラノベ文庫新人賞」、「CC」は「講談社ラノベチャレンジカップ」の受賞作であることを示す。

### あ行
| タイトル                                                                       | 著者                                   | イラスト                              | 巻数           | 備考                                                          |
| ------------------------------------------------------------------------------ | -------------------------------------- | ------------------------------------- | -------------- | ------------------------------------------------------------- |
| アークエネミー・スクールライフ                                                 | ツカサ                                 | 梱枝りこ                              | 全3巻          |                                                               |
| アークIX                                                                       | 安井健太郎                             | 緒方剛志                              | 全5巻          |                                                               |
| アーマードール・アライブ                                                       | 幾谷正                                 | ひよこ西                              | 全1巻          |                                                               |
| IE -イマジナリーエフェクト-                                                    | 南篠豊                                 | 羽鳥ぴよこ                            | 既刊2巻        |                                                               |
| 愛・天地無用!                                                                  | 水樹尋 原作:梶島正樹                   | 剣康之                                | 全2巻          |                                                               |
| I.R:I.S                                                                        | 澄守彩                                 | シロウ                                | 既刊4巻        | 4巻は電子書籍版のみ                                           |
| アヴァロン・フェイズ ＜超常武装のハイランダー＞                                | 狩野景                                 | とれりす                              | 既刊2巻        |                                                               |
| アウトブレイク・カンパニー 萌える侵略者                                        | 榊一郎                                 | ゆーげん                              | 全18巻 外伝1巻 | Good!アフタヌーンにて漫画化 翻訳版出版（台湾） テレビアニメ化 |
| 暁の女王と塵の勇者                                                             | 安藤白悧                               | フジシマ                              | 既刊1巻        |                                                               |
| アキバタリアン 千の屍、夏、終わりの#                                           | 浜崎達也 原作:稲船敬二                 | 夕薙                                  | 単巻           | 少年マガジンエッジ連載作品のノベライズ                        |
| アストレア戦記 ブリキカンドウォー                                              | 浅倉イネ                               | 加藤いつわ                            | 既刊1巻        |                                                               |
| アズールレーン ラフィーと始める指揮官生活                                      | ツカサ 制作協力:『アズールレーン』運営 | せんむ                                | 全3巻          |                                                               |
| アニメ化企画進行中!?                                                           | 我道カケユ                             | 白羽奈尾                              | 全3巻          |                                                               |
| あの鬼教師が僕の姉になるんですか?                                              | 猫又ぬこ                               | へいろー                              | 既刊3巻        |                                                               |
| あのねこのまちあのねこのまち                                                   | 紫野一歩                               | 旅空                                  | 既刊2巻        | 第6回CC大賞                                                   |
| アフターブラック                                                               | 川田戯曲                               | ファルまろ                            | 既刊2巻        | 第4回新人賞優秀賞                                             |
| 雨乞い部っ!                                                                    | 青柳碧人                               | KEI                                   | 全2巻          |                                                               |
| 雨音天祢のラノベ作家養成講座                                                   | 舞阪洸                                 | necömi                                | 既刊1巻        |                                                               |
| ありえない青と、終わらない春                                                   | 清水苺                                 | えいひ                                | 既刊1巻        |                                                               |
| アルティメット・アンチヒーロー                                                 | 海空りく                               | Nardack                               | 全4巻          | 水曜日のシリウスにて漫画化                                    |
| イー・ヘブン                                                                   | 奥村惇一朗                             | るちえ                                | 既刊2巻        | 第4回CC佳作                                                   |
| イクシオン サーガ 盗賊の傭兵団                                                 | 秋口ぎぐる 原作：カプコン              | みやこかしわ                          | 単巻           |                                                               |
| いけめん彼女                                                                   | 日日日                                 | 剣康之                                | 全3巻          |                                                               |
| いずれ嫁になる幼馴染がただただ可愛い                                           | 猫又ぬこ                               | ハル犬                                | 既刊1巻        |                                                               |
| 異世界エルフチェーンソー                                                       | kt60                                   | 緒方てい                              | 既刊1巻        |                                                               |
| 異世界ギルドの英雄師弟                                                         | あさのハジメ                           | せんむ                                | 既刊3巻        |                                                               |
| 異世界支配のスキルテイカー 〜ゼロから始める奴隷ハーレム〜                      | 柑橘ゆすら                             | 蔓木鋼音                              | 全11巻         | 『小説家になろう』発の作品 水曜日のシリウスにて漫画化         |
| 異世界で生き抜くためのブラッドスキル                                           | 火狩けい                               | 上埜                                  | 既刊1巻        |                                                               |
| 異世界で学ぶ人材業界                                                           | 北元あきの                             | 草田草太                              | 既刊1巻        |                                                               |
| 異世界魔王と召喚少女の奴隷魔術                                                 | むらさきゆきや                         | 鶴崎貴大                              | 既刊14巻       | 水曜日のシリウスにて漫画化 テレビアニメ化                     |
| 一ナノ秒のリリス                                                               | 瀬尾順                                 | 風見春樹                              | 既刊1巻        |                                                               |
| いつも馬鹿にしてくる美少女たちと絶縁したら、実は俺のことが大好きだったようだ。 | 歩く魚                                 | いがやん                              | 既刊1巻        | 『小説家になろう』発の作品 少年マガジンエッジにて漫画化       |
| イノセントレッド                                                               | 渡井亘                                 | 滝本祥子                              | 既刊2巻        |                                                               |
| 稲妻姫の怪獣王                                                                 | 小川淳次郎                             | 狐印                                  | 既刊2巻        |                                                               |
| 戦女神の聖蜜                                                                   | 草薙アキ                               | 瀬奈茅冬*                             | 既刊2巻        |                                                               |
| 妹よ、落ち着いて聞け。お前のカレシ、ボクっ娘だぞ。                             | 猫又ぬこ                               | 悠理なゆた                            | 既刊1巻        |                                                               |
| ウィークエンド・ドラゴン                                                       | 星見圭                                 | 兎塚エイジ                            | 既刊2巻        | 第3回新人賞優秀賞                                             |
| ウォーロック・ウィッチクラフト                                                 | 神野オキナ                             | パセリ                                | 既刊2巻        |                                                               |
| ヴォーテクス学園戦記                                                           | 山田有                                 | さんた茉莉                            | 既刊1巻        |                                                               |
| うしろの席のヴァルキリー                                                       | 土也王求一                             | はくり                                | 既刊2巻        |                                                               |
| 英雄取締部隊                                                                   | 菊池九五                               | 一色                                  | 既刊1巻        |                                                               |
| エクステンデッド・ファンタジー・ワールド                                       | 高橋右手                               | 円居雄一郎                            | 既刊1巻        |                                                               |
| 絵師殺しの戌亥さんとエロい絵に定評のある俺                                     | 猫又ぬこ                               | ぱん                                  | 既刊1巻        |                                                               |
| エンゲージ お嬢様と秘書契約                                                    | いわなぎ一葉                           | 生煮え                                | 既刊2巻        |                                                               |
| 焔狼のエレオノラ                                                               | 天宮暁                                 | 左折                                  | 既刊1巻        |                                                               |
| おいなりさんは恋をする。                                                       | 相原慶                                 | Syroh                                 | 既刊2巻        | 第7回新人賞優秀賞                                             |
| おお魔王、死んでしまうとは何事か 〜小役人、魔王復活の旅に出る〜                | 榊一郎                                 | 鶴崎貴大                              | 既刊1巻        |                                                               |
| 幼い女神はかく語りき                                                           | 暇奈椿                                 | 夕薙                                  | 既刊2巻        |                                                               |
| おジャ魔女どれみ16                                                             | 栗山緑 原作：東堂いづみ                | 馬越嘉彦                              | 全3巻          |                                                               |
| おジャ魔女どれみ17                                                             | 栗山緑 原作：東堂いづみ                | 馬越嘉彦                              | 全3巻          |                                                               |
| おジャ魔女どれみ18                                                             | 栗山緑 原作：東堂いづみ                | 馬越嘉彦                              | 全2巻          |                                                               |
| おジャ魔女どれみ19                                                             | 栗山緑 原作：東堂いづみ                | 馬越嘉彦                              | 全1巻          |                                                               |
| おジャ魔女どれみ20's                                                           | 影山由美 原作：東堂いづみ              | 馬越嘉彦                              | 単巻           |                                                               |
| お前を、祝ってやろうか!?                                                       | 御守いちる                             | ニノモトニノ                          | 既刊1巻        | 第5回新人賞佳作                                               |
| 俺達の中二病はまだ始まったばかりだ!                                            | 昨坂まこと                             | refeia                                | 全3巻          | 第2回新人賞佳作                                               |
| 俺の幼なじみは宇宙人に侵略されている                                           | 橘九位                                 | こじまたけし                          | 既刊1巻        |                                                               |
| 俺のクラスに若返った元嫁がいる                                                 | 猫又ぬこ                               | 緑川葉                                | 既刊2巻        | 水曜日のシリウスにて漫画化                                    |
| 俺の股間がエクスカリバー！                                                     | 遠野渚                                 | 爺わら                                | 既刊1巻        |                                                               |
| 終わりのセラフ 一瀬グレン、16歳の破滅                                          | 鏡貴也                                 | 山本ヤマト                            | 全7巻          | ジャンプSQで漫画連載同時進行                                  |
| 終わりのセラフ 一瀬グレン、19歳の世界再誕                                      | 鏡貴也                                 | 浅見よう キャラクター原案：山本ヤマト | 既刊2巻        |                                                               |
| 女騎士これくしょん                                                             | 三門鉄狼                               | はるのいぶき                          | 既刊2巻        |                                                               |

### か行
| タイトル                                                                    | 著者                                    | イラスト             | 巻数    | 備考                                                         |
| --------------------------------------------------------------------------- | --------------------------------------- | -------------------- | ------- | ------------------------------------------------------------ |
| カイブツ×カノジョ                                                           | 浅倉イネ                                | 火曜                 | 既刊2巻 |                                                              |
| Chaos;Child -Children's Revive-                                             | 梅原英司 原作：MAGES./Chiyo st.inc      | ささきむつみ         | 単巻    |                                                              |
| かくて飛竜は涙を流す The Dragons' Tear                                      | 五月猫文                                | はあと               | 既刊1巻 | 第5回新人賞大賞                                              |
| 学年トップのお嬢様が1年で偏差値を40下げてギャルになっていた話               | あさのハジメ                            | 〆鯖コハダ           | 既刊3巻 |                                                              |
| 彼方なる君の笑顔は鏡の向こう                                                | 持崎湯葉                                | sekiyu。             | 既刊1巻 |                                                              |
| 彼女がフラグをおられたら                                                    | 竹井10日                                | CUTEG                | 全16巻  | 月刊少年ライバルにて漫画化 テレビアニメ化 翻訳版出版（台湾） |
| 神様のお仕事                                                                | 幹                                      | 蜜桃まむ             | 既刊3巻 | 第2回新人賞大賞                                              |
| 紙透トオルの汚れなき世界・曾々木小夜子の甦る世界                            | 石川ノボロヲ                            | ののの               | 既刊2巻 | 第4回新人賞大賞                                              |
| カラフル ――明日の君は、十二月のひまわり。                                   | 椎月アサミ                              | 蜜桃まむ             | 既刊1巻 |                                                              |
| 彼と彼女の不都合な真実                                                      | 南篠豊                                  | 鍋島テツヒロ         | 既刊2巻 | 第2回新人賞優秀賞                                            |
| 機械仕掛けのデイブレイク                                                    | 高橋びすい                              | みずのもと           | 既刊2巻 |                                                              |
| 小説 寄宿学校のジュリエット                                                 | 望月唯一 原作：金田陽介                 | 金田陽介             | 単巻    |                                                              |
| 君に謝りたくて俺は                                                          | わかつきひかる                          | 羽鳥ぴよこ           | 既刊1巻 |                                                              |
| キミにもできる! 女の子一本釣りマニュアル                                    | 吉村夜                                  | パセリ               | 既刊1巻 |                                                              |
| ギャルこん!                                                                 | 三門鉄狼                                | あにぃ               | 既刊2巻 |                                                              |
| 救世の背信者                                                                | 望月唯一                                | 蒼咲ゆきな           | 既刊2巻 |                                                              |
| 京・ガールズデイズ                                                          | 幹                                      | 賀茂川               | 既刊2巻 | 京都市交通局のキャラクター、太秦萌、松賀咲、小野ミサが主人公 |
| 今日、となりには君がいない。                                                | 清水苺                                  | えいひ               | 既刊1巻 | 第3回CC佳作                                                  |
| 共鳴無敵の落ちこぼれ                                                        | 赤福大和                                | うらび               | 既刊2巻 |                                                              |
| 巨乳天使ミコピョン!                                                         | 瀬戸メグル                              | Syroh                | 既刊1巻 | 第6回新人賞佳作                                              |
| 虚無の魔王、創世の英雄姫                                                    | 澄守彩                                  | すし*                | 既刊1巻 |                                                              |
| 霧ノ宮先輩は謎が解けない                                                    | 御守いちる                              | はくり               | 既刊2巻 |                                                              |
| 銀色の月は夜を歌う                                                          | 望月唯一                                | うみのみず           | 既刊1巻 |                                                              |
| 銀糸の魔法式                                                                | 浅倉イネ                                | もっつん*            | 既刊3巻 | 第1回CC佳作                                                  |
| グリモアコートの乙女たち                                                    | 雨木シュウスケ                          | かわく               | 既刊2巻 |                                                              |
| 黒ギャルが異世界に転生してダークエルフと勘違いされました                    | 七烏未奏                                | ゆらん               | 既刊1巻 |                                                              |
| クロックワーク・プラネット                                                  | 榎宮祐・暇奈椿                          | 茨乃                 | 既刊4巻 | 月刊少年シリウスにて漫画化 翻訳版出版（台湾） テレビアニメ化 |
| 軍師／詐欺師は紙一重                                                        | 神野オキナ                              | 智弘カイ             | 既刊2巻 |                                                              |
| けいたん。〜ライトノベルは素敵なお仕事。多分?〜                             | 榊一郎                                  | 潮一葉               | 既刊1巻 |                                                              |
| 下僕ハーレムにチェックメイトです!                                           | 赤福大和                                | むつみまさと         | 既刊2巻 |                                                              |
| 現代転移の第二王子                                                          | 謙虚なサークル                          | メル。               | 既刊2巻 |                                                              |
| 現代魔法のいらない魔術師                                                    | 三河ごーすと                            | よし☆ヲ              | 既刊2巻 |                                                              |
| 剣帝学院の魔眼賢者                                                          | ツカサ                                  | きさらぎゆり         | 既刊2巻 | マガジンポケットにて漫画化                                   |
| こいつらの正体が女だと俺だけが知っている                                    | 猫又ぬこ                                | 伍長                 | 既刊3巻 | 水曜日のシリウスにて漫画化                                   |
| 高一の春、僕は世界を滅ぼす彼女（）を癒せない。                              | 赤福大和                                | 朝倉はやて           | 既刊2巻 |                                                              |
| 高一の春、僕は世界を滅ぼす彼女（）を倒せない。                              | 赤福大和                                | 朝倉はやて           | 既刊2巻 |                                                              |
| 公園で高校生達が遊ぶだけ                                                    | 園生凪                                  | トコビ               | 既刊1巻 |                                                              |
| 業焔の大魔導士 〜まだファイアーボールしか使えない魔法使いだけど異世界最強〜 | 鬱沢色素                                | あゆま紗由           | 既刊2巻 | 第6回CC優秀賞                                                |
| 高校全部落ちたけど、エリートＪＫに勉強教えてもらえるなら問題ないよね！      | 日ノ出しずむ                            | かれい               | 既刊1巻 | 第15回新人賞優秀賞                                           |
| 小説 映画 聲の形                                                            | 川崎美羽 原作：大今良時、脚本：吉田玲子 |                      | 全2巻   |                                                              |
| ごーいんぐ? ほーみんぐ!                                                     | 霧鳴篤明                                | COMTA                | 全3巻   | 第1回CC優秀賞                                                |
| コープスパーティー ブラッドカバー リピーテッドファイヤー                    | 都築由浩 原作：Team GrisGris・5pb.      | Nino                 | 全2巻   |                                                              |
| 黒翼の竜戦艦                                                                | 椿博太                                  | 桜井柚南             | 既刊2巻 |                                                              |
| こちら異世界転生取締局                                                      | 愛坂タカト                              | 檜坂はざら           | 既刊2巻 |                                                              |
| この素晴らしく不幸で幸せな世界と僕と!                                       | 水樹尋                                  | 2C＝がろあ           | 全3巻   | 第1回新人賞佳作                                              |
| コミュ症なクラスメイトと友達になったら生き別れの妹だった                    | 永峰自ゆウ                              | かがちさく           | 既刊1巻 | 第14回新人賞佳作                                             |
| コンクリートレボルティオ 超人幻想 星野輝子のキケンなお見合い！              | 鐘弘亜樹 原作：BONES・會川昇            | 伊藤嘉之・名護ムツキ | 単巻    |                                                              |
| こんな僕が荒川さんに告白ろうなんて、おこがましくてできません。              | 清水苺                                  | シソ                 | 既刊2巻 |                                                              |

### さ行
| タイトル                                                                | 著者                        | イラスト                                          | 巻数                      | 備考                                                          |
| ----------------------------------------------------------------------- | --------------------------- | ------------------------------------------------- | ------------------------- | ------------------------------------------------------------- |
| サービス&バトラー                                                       | 望月唯一                    | 成沢空                                            | 既刊3巻                   | 第3回新人賞優秀賞                                             |
| 最強秘匿の英雄教師                                                      | 左和ゆうすけ                | 霜月えいと                                        | 既刊1巻                   |                                                               |
| 最後の魔王の戦記                                                        | 紺野アスタ                  | ukyo_rst                                          | 既刊1巻                   |                                                               |
| サイ&ソーサリィ                                                         | 安道やすみち                | 合鴨ひろゆき                                      | 既刊2巻                   |                                                               |
| 最果ての東                                                              | 十文字青                    | THORES柴本                                        | 既刊2巻                   |                                                               |
| 詐欺シスター                                                            | 彩月レイ                    | 珀石碧                                            | 既刊                      | 第15回新人賞佳作                                              |
| さくらとともに舞う                                                      | ひなた華月                  | 堀泉インコ                                        | 既刊1巻                   |                                                               |
| さすがです勇者さま!                                                     | あさのハジメ                | 茉宮祈芹                                          | 全3巻                     |                                                               |
| 小夜音はあくまで小悪魔です!?                                            | 東出祐一郎                  | 吉田音                                            | 全3巻                     |                                                               |
| さんかれあ おーる･ないとれあ･ろんぐ                                     | 涼風涼 原作：はっとりみつる | はっとりみつる                                    | 単巻                      |                                                               |
| 自殺するには向かない季節                                                | 海老名龍人                  | 椎名優                                            | 既刊1巻                   | 第6回新人賞大賞                                               |
| シス×トラ                                                               | 橘九位                      | urute                                             | 全3巻                     | 第2回CC佳作                                                   |
| 七聖剣と魔剣の姫                                                        | 御子柴奈々                  | うなさか                                          | 既刊1巻                   | 『小説家になろう』発の作品 マガジンポケットにて漫画化         |
| 失恋後、険悪だった幼なじみが砂糖菓子みたいに甘い 〜ビターのちシュガー〜 | 七烏未奏                    | うなさか                                          | 既刊1巻                   | マガジンポケットにて漫画化                                    |
| 失楽ノア                                                                | 二階堂紘嗣                  | ふーみ                                            | 既刊2巻                   |                                                               |
| 銃皇無尽のファフニール                                                  | ツカサ                      | 梱枝りこ                                          | 全15巻+短編集1巻・画集1巻 | good!アフタヌーンにて漫画化 翻訳版出版（台湾） テレビアニメ化 |
| 十五の春と、十六夜の花 －結びたくて結ばれない、ふたつの恋－             | 界達かたる                  | 古弥月                                            | 既刊1巻                   |                                                               |
| 十二月、君は青いパズルだった                                            | 神鍵裕貴                    | サコ                                              | 既刊1巻                   | 第11回新人賞佳作                                              |
| 終末世界のスペルブレイカー                                              | 高橋びすい                  | 新堂アラタ                                        | 既刊2巻                   |                                                               |
| 巡幸の半女神                                                            | 新井円侍                    | こにしひろし                                      | 既刊2巻                   |                                                               |
| 触手魔術師の成り上がり                                                  | 飯田栄静                    | 〆鯖コハダ                                        | 既刊2巻                   | 水曜日のシリウスにて漫画化                                    |
| 女子には誰にも言えない秘密があるんです!                                 | 山本充実                    | かわいまりあ                                      | 全2巻                     | 第2回CC大賞                                                   |
| 白き姫騎士と黒の戦略家                                                  | 高橋右手                    | 鳥飼やすゆき                                      | 既刊1巻                   | 第5回CC佳作                                                   |
| 白詰草                                                                  | 涼風涼 原作：∞JACOBIAN      | 沙原薫                                            | 既刊1巻                   |                                                               |
| 進撃の巨人 Before the fall                                              | 涼風涼 原作：諫山創         | THORES柴本                                        | 全3巻                     | 翻訳版出版（台湾） KCDXラノベにて再刊                         |
| 進撃の巨人 隔絶都市の女王                                               | 川上亮 原作：諫山創         | 村田蓮爾                                          | 既刊1巻                   |                                                               |
| シンデレラは探さない。                                                  | 天道源                      | 佐伯ソラ                                          | 既刊2巻                   | 『小説家になろう』発の作品 マガジンポケットにて漫画化         |
| 神童機操DT-O                                                            | 幾谷正                      | 御山ロビ（キャラクター） 井上真有樹（メカニック） | 全3巻                     | 第1回新人賞優秀賞                                             |
| スクール・デモクラシー!                                                 | 吉村夜                      | 鍋島テツヒロ                                      | 全3巻                     |                                                               |
| スタンピード!!                                                          | 浦土之混乱                  | 中島諒                                            | 既刊1巻                   | 第7回新人賞佳作                                               |
| ストレンジ･エッジ                                                       | 椿博太                      | 桜井柚南                                          | 既刊2巻                   | 第2回CC佳作                                                   |
| 星撃の蒼い魔剣                                                          | 椎月アサミ                  | 翠燕                                              | 既刊2巻                   | 第3回新人賞佳作                                               |
| 生徒会探偵キリカ                                                        | 杉井光                      | ぽんかん⑧                                         | 全6巻                     | 月刊少年シリウスにて漫画化 翻訳版出版（台湾）                 |
| 生徒会探偵キリカS                                                       | 杉井光                      | ぽんかん⑧                                         | 既刊1巻                   |                                                               |
| セクシャル・ハンター・ライオット                                        | 築地俊彦                    | はましま薫夫                                      | 全5巻                     | 月刊少年シリウスにて漫画化 翻訳版出版（台湾）                 |
| 絶対にラブコメしてはいけない学園生活24時                                | 長岡マキ子                  | 竹井正樹                                          | 既刊1巻                   |                                                               |
| 先生も小説を書くんですよね？                                            | 暁社夕帆                    | たん旦                                            | 既刊1巻                   |                                                               |
| ぜんぶ死神が無能なせい                                                  | 広重若冲                    | 藤真拓哉                                          | 既刊1巻                   | 第4回CC佳作                                                   |
| 想世のイシュタル                                                        | 曽我部浩人                  | めろん22                                          | 既刊1巻                   |                                                               |
| それでも、好きだと言えない                                              | 赤月カケヤ                  | へちま                                            | 既刊1巻                   |                                                               |
| それでも僕は、モブキャラが好き                                          | 氷高悠                      | 師走ほりお                                        | 既刊1巻                   |                                                               |

### た行
| タイトル                                                                         | 著者                       | イラスト       | 巻数     | 備考                                                  |
| -------------------------------------------------------------------------------- | -------------------------- | -------------- | -------- | ----------------------------------------------------- |
| 大帝国                                                                           | 浜崎達也 原作:アリスソフト | 江端里沙       | 全2巻    |                                                       |
| 太陽のチャンネル                                                                 | 漆原雪人                   | 黒谷忍         | 既刊2巻  |                                                       |
| だからオカズは選べない                                                           | 天秤☆矢口                  | 葉山えいし     | 既刊2巻  | 第6回CC佳作                                           |
| 正しい異能の教育者                                                               | 朱月十話                   | 葉山えいし     | 既刊1巻  |                                                       |
| ダンジョン城下町運営記                                                           | ミミ                       | nueco          | 既刊1巻  | 第5回新人賞優秀賞                                     |
| ちいさな君と、こえを遠くに                                                       | ツカサ                     | しらたま       | 既刊3巻  | 水曜日のシリウスにて漫画化                            |
| 契ってください魔王陛下。                                                         | あさのハジメ               | 茉宮祈芹       | 既刊3巻  |                                                       |
| チートな魔王の道具屋は、今日もJKJCが働かない!?                                   | 澄守彩                     | すし*          | 既刊2巻  |                                                       |
| 中古（?）の水守さんと付き合ってみたら、やけに俺に構ってくる                      | 弥生志郎                   | 吉田ばな       | 既刊2巻  |                                                       |
| ちょこプリ!                                                                      | 後藤リウ                   | みやこかしわ   | 既刊3巻  |                                                       |
| ツール・ド・ガールズ!!                                                           | さいききょうや             | 菊池政治       | 既刊1巻  | 第5回CC優秀賞                                         |
| ディヴィジョン・マニューバ                                                       | 妹尾尻尾                   | Nidy-2D-       | 既刊2巻  | 第6回新人賞優秀賞                                     |
| デスループ令嬢は生き残る為に両手を血に染めるようです                             | 沙寺絃                     | 千種みのり     | 既刊1巻  | 第14回新人賞佳作                                      |
| デッドエンドラプソディ                                                           | 草薙絡                     | 田中将賀       | 既刊2巻  | 第1回新人賞佳作                                       |
| 転生したら第七王子だったので、気ままに魔術を極めます                             | 謙虚なサークル             | メル。         | 既刊10巻 | 『小説家になろう』発の作品 マガジンポケットにて漫画化 |
| 電波な女神のいる日常                                                             | 望月唯一                   | しもふりおにく | 既刊3巻  |                                                       |
| 東京アリスゴシック                                                               | 三門鉄狼                   | やすも         | 既刊2巻  |                                                       |
| 遠野誉の妖怪騒動記                                                               | 幹                         | しきみ         | 既刊2巻  |                                                       |
| 飛べない鴉と切れない糸                                                           | 雪崎ハルカ                 | うらたあさお   | 全1巻    |                                                       |
| 友達いらない同盟                                                                 | 園生凪                     | 天三月         | 既刊2巻  | 第5回CC佳作                                           |
| ドラゴン・グレイヴ                                                               | 曽我部浩人                 | ともぞ         | 既刊1巻  |                                                       |
| トラックに轢かれたのに異世界転生できないと言われたから、美少女と働くことにした。 | 日富美信吾                 | こもわた遙華   | 既刊1巻  |                                                       |
| ドラどら王子の花嫁選び・ドラどら王子の新婚旅行                                   | 愛坂タカト                 | よん           | 既刊2巻  | 第6回新人賞佳作                                       |
| 奴隷姫と過ごす日々                                                               | 高野小鹿                   | あずーる       | 既刊1巻  |                                                       |

### な行
| タイトル                                                                | 著者                     | イラスト | 巻数    | 備考                                                  |
| ----------------------------------------------------------------------- | ------------------------ | -------- | ------- | ----------------------------------------------------- |
| ナイトメア☆ナイトパーティー!                                            | 水樹尋                   | りいちゅ | 既刊1巻 |                                                       |
| 謎の彼女X 謎の小説版                                                    | 佐藤ちはや 原作:植芝理一 | 植芝理一 | 単巻    |                                                       |
| 七つの大罪 セブンデイズ                                                 | 岩佐まもる 原作:鈴木央   | 鈴木央   | 単巻    | KCDXラノベにて再刊                                    |
| 七曲ナナミの斜めな事情                                                  | 雨木シュウスケ           | 硯       | 既刊4巻 |                                                       |
| 二線級ラブストーリー                                                    | 持崎湯葉                 | 籠目     | 既刊1巻 | 第3回CC佳作                                           |
| 日本語が話せないロシア人美少女転入生が頼れるのは、多言語マスターの俺1人 | アサヒ                   | 飴玉コン | 全4巻   | 『小説家になろう』発の作品 マガジンポケットにて漫画化 |
| 日本子・チャチャチャ                                                    | 日富美信吾               | 狐印     | 既刊3巻 | ラジオCD化                                            |
| 荷物持ちの脳筋無双                                                      | ちると                   | こるり   | 既刊2巻 | 『小説家になろう』発の作品 水曜日のシリウスにて漫画化 |

### は行
| タイトル                                                                                     | 著者                      | イラスト       | 巻数    | 備考                                                                |
| -------------------------------------------------------------------------------------------- | ------------------------- | -------------- | ------- | ------------------------------------------------------------------- |
| 白翼のポラリス                                                                               | 阿部藍樹                  | やすも         | 既刊1巻 | 第6回新人賞佳作                                                     |
| →ぱすてるぴんく。                                                                            | 悠寐ナギ                  | 和錆           | 既刊2巻 | 第7回新人賞佳作                                                     |
| ばってんが!                                                                                  | やますゆきたか            | まやち         | 既刊1巻 |                                                                     |
| 小説版 初恋モンスター                                                                        | 篠原まこと 原作：日吉丸晃 | 日吉丸晃       | 単巻    |                                                                     |
| 小説 はねバド!                                                                               | 望月唯一 原作：濱田浩輔   | 濱田浩輔       | 単巻    |                                                                     |
| 薔薇十字叢書 ヴァルプルギスの火祭                                                            | 三門鉄狼 原作：京極夏彦   | るろお         | 単巻    |                                                                     |
| パラダイスレジデンス                                                                         | 野梨原花南 原作：藤島康介 | 藤島康介       | 既刊2巻 |                                                                     |
| パラダイスウォー                                                                             | 水樹尋 原作：梶島正樹     | エナミカツミ   | 全3巻   |                                                                     |
| パラミリタリ・カンパニー                                                                     | 榊一郎                    | 足立慎吾       | 既刊3巻 |                                                                     |
| 遥かなる月と僕たち人類のダイアログ                                                           | 深雪深雪                  | 桜河ゆう       | 既刊1巻 |                                                                     |
| ハロー・ワールド                                                                             | 仙波ユウスケ              | ふゆの春秋     | 既刊2巻 | 第3回新人賞大賞                                                     |
| 雛菊こころのブレイクタイム                                                                   | ひなた華月                | 笹森トモエ     | 既刊2巻 | 第4回CC佳作                                                         |
| 百億の魔女                                                                                   | 小川淳次郎                | ささきむつみ   | 既刊2巻 |                                                                     |
| ビューティフル・ソウル                                                                       | 坂上秋成                  | ニリツ         | 既刊2巻 |                                                                     |
| 冰剣の魔術師が世界を統べる〜世界最強の魔術師である少年は、魔術学院に入学する〜               | 御子柴奈々                | 梱枝りこ       | 既刊8巻 | 『小説家になろう』発の作品 マガジンポケットより漫画、テレビアニメ化 |
| V系バンドの王子様が実は学園一の美少女お嬢様なのは秘密にしてくれ                              | 椎月アサミ                | 蜜桃まむ       | 既刊2巻 |                                                                     |
| フェアトラークの七剣人                                                                       | 谷蔵裕                    | hanamuke       | 既刊1巻 |                                                                     |
| FAIRY TAIL                                                                                   | 川崎美羽 原作：真島ヒロ   | 真島ヒロ       | 全2巻   | 3巻以降はKCデラックスより刊行                                       |
| FAIRY TAIL 大江戸フェアリーテイル・不思議の国のフェアリーテイル                              | 華南恋 原作：真島ヒロ     | 真島ヒロ       | 既刊2巻 |                                                                     |
| フェイトフル・モーメンツ                                                                     | 高橋びすい                | フルーツパンチ | 既刊2巻 | プロジェクト・アマテラス内『ワルプルギス賞らいと2013』受賞作        |
| 不完全魔王のチート殺し                                                                       | 七烏未奏                  | 早川ハルイ     | 既刊3巻 |                                                                     |
| 双子喫茶と悪魔の料理書                                                                       | 望月唯一                  | necömi         | 既刊2巻 |                                                                     |
| ベニ・コンプレックス                                                                         | 曽我部浩人                | 双龍           | 既刊3巻 | 第1回CC佳作                                                         |
| ベルサイユの獅子 ―絶対記憶者の俺が未来知識で過去と義妹の運命を変えるＩＦ戦記―                | なめこ印                  | 卵の黄身       | 既刊1巻 |                                                                     |
| 放課後バトルフィールド                                                                       | 弓弦イズル                | 美和美和       | 既刊1巻 |                                                                     |
| 僕の文芸部にビッチがいるなんてありえない。                                                   | 赤福大和                  | 朝倉はやて     | 全10巻  |                                                                     |
| 星空の下、君の声だけを抱きしめる                                                             | 高橋びすい                | 美和野らぐ     | 既刊1巻 |                                                                     |
| ボッチのオタクである俺が、学内屈指の美少女たちに囲まれていつの間にかリア充呼ばわりされていた | ネコクロ                  | おもおもも     | 既刊2巻 | 『小説家になろう』発の作品                                          |
| 誉められて神軍                                                                               | 竹井10日                  | CUTEG          | 全3巻   |                                                                     |

### ま行
| タイトル                                                   | 著者                    | イラスト       | 巻数    | 備考                               |
| ---------------------------------------------------------- | ----------------------- | -------------- | ------- | ---------------------------------- |
| 魔王軍の軍師はじめました                                   | 長野聖樹                | れい亜         | 既刊3巻 |                                    |
| 魔王と魔女の英雄神話                                       | 神ノ木真紅              | 蔓木鋼音       | 既刊1巻 |                                    |
| 魔王と勇者が不適切な関係。                                 | 日富美信吾              | ひなたもも     | 既刊1巻 |                                    |
| 魔王、配信中!?                                             | 南篠豊                  | れい亜         | 既刊2巻 |                                    |
| まお×にん!                                                 | やますゆきたか          | かのえゆうし   | 全3巻   | 第1回新人賞佳作                    |
| 真面目系クズくんと、真面目にクズやってるクズちゃん #クズ活 | 持崎湯葉                | いたち         | 既刊1巻 |                                    |
| 魔女と魔城のサバトマリナ                                   | 雨木シュウスケ          | POKImari       | 既刊1巻 |                                    |
| マクロスΔ                                                  | 小太刀右京              | タツヲ         | 既刊2巻 |                                    |
| 魔法少女地獄                                               | 安藤白悧                | kyo            | 既刊3巻 | 第1回CC大賞                        |
| 魔法使い、でした。                                         | 砂顔実                  | 上田夢人       | 全3巻   |                                    |
| 魔法使いなら味噌を喰え!                                    | 澄守彩                  | シロウ         | 全4巻   | 第1回新人賞大賞 翻訳版出版（台湾） |
| 魔法使い黎明期                                             | 虎走かける              | いわさきたかし | 全6巻   | 月刊少年シリウスにて漫画化         |
| 3日目東館のマホウ                                          | 佐藤ちはや              | 石川沙絵       | 既刊2巻 |                                    |
| 無限の住人 刃獣異聞                                        | 大迫純一 原作：沙村広明 | 沙村広明       | 単巻    | KCノベルス作品の収録               |
| 無能英雄のリベンジサーガ                                   | 椿博太                  | もっつん       | 既刊1巻 |                                    |
| 廻る運命のポーラスター                                     | 朝倉輪                  | とよた瑣織     | 既刊2巻 |                                    |
| 巡ル結魂者                                                 | 秋田禎信                | 菊池政治       | 既刊4巻 |                                    |
| モブキャラな俺がヒロインに攻略してと頼まれました           | 朝倉輪                  | QUZ竜          | 既刊2巻 | 第2回新人賞佳作                    |
| 桃音しおんのラノベ日記                                     | あさのハジメ            | たにはらなつき | 全4巻   | 翻訳版出版（台湾）                 |

### や行
| タイトル                                       | 著者           | イラスト       | 巻数    | 備考                       |
| ---------------------------------------------- | -------------- | -------------- | ------- | -------------------------- |
| 約束使い!                                      | やますゆきたか | 織生あや       | 既刊1巻 |                            |
| やっぱり死神が無能なせい                       | 広重若冲       | 藤真拓哉       | 既刊1巻 | 第4回CC佳作                |
| 闇弾の少女と殺さない暗殺者                     | 瀬尾順         | 紅林のえ       | 既刊1巻 |                            |
| やりすぎた魔神殲滅者の七大罪遊戯（）           | 上栖綴人       | GoHands        | 既刊3巻 | 水曜日のシリウスにて漫画化 |
| ユア・マイ・ヒーロー                           | 幹             | ぶーた         | 既刊2巻 |                            |
| 勇者が修羅場すぎて世界を救ってる場合じゃない   | 岩波零         | むにゅう       | 既刊2巻 |                            |
| 勇者と呼ばれた後に―そして無双男は家族を創る―   | 空埜一樹       | さなだケイスイ | 全2巻   | 第13回新人賞佳作 漫画化    |
| 勇者になりたい魔人の冒険                       | 箕崎准         | あゆま紗由     | 既刊1巻 |                            |
| 雪の名前はカレンシリーズ                       | 鏡征爾         | Enji           | 既刊1巻 |                            |
| 湯けむり温泉郷まほろばの非日常                 | 水樹尋         | りいちゅ       | 既刊2巻 |                            |
| 揺り籠の悪魔と零のアリア                       | 穂村健人       | 黒銀           | 既刊2巻 | 第3回新人賞佳作            |
| ようこそ自由で平和な魔王の城へ!                | 三河ごーすと   | 睦茸           | 既刊1巻 |                            |
| ようこそ!ジョナサン異世界ダンジョン地下1階店へ | 船橋由高       | 戸部淑         | 既刊2巻 |                            |
| 夜空ノ一振リ                                   | 雪崎ハルカ     | 凪白みと       | 既刊2巻 | 第4回CC佳作                |

### ら行
| タイトル                                     | 著者         | イラスト       | 巻数    | 備考                                     |
| -------------------------------------------- | ------------ | -------------- | ------- | ---------------------------------------- |
| 好敵手（）オンリーワン                       | 至道流星     | 武藤此史       | 全5巻   |                                          |
| ラストオーダー ひとりぼっちの百年戦争        | 浜松春日     | カズナリ       | 既刊2巻 | コミックDAYS・水曜日のシリウスにて漫画化 |
| ラン・オーバー                               | 稲庭淳       | こうましろ     | 既刊1巻 | 第4回新人賞佳作                          |
| リア充になれない俺は革命家の同志になりました | 仙波ユウスケ | 有坂あこ       | 既刊2巻 |                                          |
| リアルフォース・イグニッション               | 七烏未奏     | 〆鯖コハダ     | 既刊2巻 |                                          |
| リップオフ!                                  | 渡井亘       | カスカベアキラ | 全3巻   | 第2回新人賞優秀賞                        |
| レヴナントガーデン                           | 日富美信吾   | エイチ         | 既刊1巻 |                                          |
| RERIC                                        | 曽我部浩人   | 鍋島テツヒロ   | 既刊2巻 |                                          |

### わ行
| タイトル                       | 著者     | イラスト   | 巻数    | 備考 |
| ------------------------------ | -------- | ---------- | ------- | ---- |
| W.W.W –ワールド･ワイド･ウォー- | 水樹尋   | 羽戸らみ   | 全2巻   |      |
| 我が姫にささぐダーティープレイ | 小山恭平 | ファルまろ | 既刊2巻 |      |
| わんでいりぴーと!              | 川田戯   | 切符       | 既刊1巻 |      |

## アニメ化作品

### テレビアニメ
| 作品                                                 | 放送年          | アニメーション制作                | 備考    |
| ---------------------------------------------------- | --------------- | --------------------------------- | ------- |
| アウトブレイク・カンパニー 萌える侵略者              | 2013年          | feel.                             |         |
| 彼女がフラグをおられたら                             | 2014年          | フッズエンタテインメント          | OVAあり |
| 銃皇無尽のファフニール                               | 2015年          | ディオメディア                    |         |
| クロックワーク・プラネット                           | 2017年          | XEBEC                             |         |
| 異世界魔王と召喚少女の奴隷魔術                       | 2018年（第1期） | 亜細亜堂                          |         |
| 異世界魔王と召喚少女の奴隷魔術                       | 2021年（第2期） | 手塚プロダクション オクルトノボル |         |
| 魔法使い黎明期                                       | 2022年          | 手塚プロダクション                |         |
| 冰剣の魔術師が世界を統べる                           | 2023年          | クラウドハーツ                    |         |
| 転生したら第七王子だったので、気ままに魔術を極めます | 2024年（第1期） | つむぎ秋田アニメLab               |         |
| 転生したら第七王子だったので、気ままに魔術を極めます | 2025年（第2期） | つむぎ秋田アニメLab               |         |

### OVA
| 作品     | 発売年 | アニメーション制作       | 備考 |
| -------- | ------ | ------------------------ | ---- |
| アークIX | 2013年 | フッズエンタテインメント |      |

## 喜多村英梨の英立魔法学園
講談社ラノベ文庫がスポンサーとなっているラジオ番組。2014年1月9日から6月26日まで文化放送 超A&G+にて放送された。パーソナリティは喜多村英梨（代表講師）とゲスト（特別講師）。
リスナーが魔法習得のために学校に入学するというコンセプトの元、毎週講談社ラノベ文庫から発売されているライトノベルを教科書とし、その作品の魅力などを様々な角度から迫り勉強していく。番組の後半では講談社ラノベ文庫の関連情報を届ける。番組では評価点制度を採用しており、番組内でメールが読まれたリスナーにはポイントが与えられるシステムとなっている。
なお、番組の公式サイト内では今までの放送のバックナンバーを公開している。3月までは毎回30分の放送を公開していたが、4月からは「英梨先生の魔法講義室」のみの公開に変更された（第1回放送に限り30分の放送を公開している）。

### コーナー
ふつおた
リスナーから寄せられた普通のおたよりや特別講師への質問などを紹介するコーナー。
英梨先生の魔法講義室
毎週講談社ラノベ文庫から発売されているライトノベルを題材とし、喜多村と特別講師の2人が講義を行うコーナー。朗読の時間の他にもその作品に関連するコーナーを行うこともある。また担当講師として講談社ラノベ文庫からその作品の担当編集者や著者が登場することもある。
学園からのお知らせ
新刊やドラマCD、アニメなど講談社ラノベ文庫からのお知らせを紹介するコーナー。

### 特別講師（ゲスト）
- 三森すずこ（第1回 - 第2回）
- 渕上舞（第3回 - 第4回）
- 井上麻里奈（第5回 - 第8回）
- 井口裕香（第9回 - 第12回）
- ツカサ（第12回、「銃皇無尽のファフニール」著者）
- 茅野愛衣（第13回 - 第14回）
- 諏訪彩花（第15回 - 第16回）
- 竹井10日（第14回 - 第16回、「彼女がフラグをおられたら」著者）
- 凪庵（第16回、コミック版「彼女がフラグをおられたら」著者）
- 今井麻美（第17回 - 第18回）
- 大坪由佳（第19回 - 第20回）
- 豊崎愛生（第21回 - 第22回）
- 上坂すみれ（第23回 - 第25回）

### 取り上げた作品
- アウトブレイク・カンパニー　萌える侵略者（第1回 - 第4回）
- 終わりのセラフ（第5回 - 第6回、第25回）
- 生徒会探偵キリカ（第7回 - 第8回）
- おジャ魔女どれみ16・おジャ魔女どれみ17（第9回 - 第10回）
- 銃皇無尽のファフニール（第11回 - 第12回、第25回）
- 彼女がフラグをおられたら（第13回 - 第16回、第25回）
- I.R:I.S（第17回 - 第18回）
- クロックワーク・プラネット（第19回 - 第20回）
- シドニアの騎士（第21回 - 第22回）
- 巡ル結魂者（第23回 - 第24回）

## 講談社ラノベ文庫チャンネル
2015年9月2日よりニコニコ動画で配信されている公式生放送番組。パーソナリティは千本木彩花。2020年9月2日に終了した。全60回。